# Петропавлівська сільська територіальна громада (Харківська область)
Петропавлівська сільська об'єднана територіальна громада — об'єднана територіальна громада в Україні, в Куп'янському районі Харківської області. Адміністративний центр — село Петропавлівка.
Площа громади — 338,3 км2, населення громади — 450 осіб (2023)
Утворена 12 червня 2020 року шляхом об'єднання Петропавлівської, Кислівської, Піщанської та Ягідненської сільських рад Куп'янського району Харківської області. Перші вибори сільської ради та сільського голови Петропавлівської сільської громади відбулися 25 жовтня 2020 року.
19 липня 2020 року, в результаті адміністративно - територіальної реформи та ліквідації колишнього Куп'янського району (1923— 2020), громада увійшла до складу новоутвореного Куп'янського району Харківської області. 

## Населені пункти
До складу громади входять 16 сіл (Петропавлівка, Берестове, Затишне, Іванівка, Кислівка, Котлярівка, Крохмальне, Кучерівка, Миколаївка, Нова Тарасівка, Орлянка, Піщане, Синьківка, Степова Новоселівка, Табаївка, Ягідне).